# Régimes spéciaux de retraite
En France, les régimes spéciaux de retraite sont des régimes de retraite dont bénéficient des employés de certaines grandes entreprises publiques (SNCF, RATP), ou de branches entières comme celle des industries électriques et gazières (EDF, GDF, entreprises locales de distribution d'électricité et de gaz), les fonctionnaires (d'État, des collectivités territoriales, hospitaliers, magistrats, militaires, etc.) mais aussi d'autres professions (marins, clerc de notaire, salariés de l'opéra de Paris, etc.). Les différences de statut portent initialement sur l'âge de cessation d'activité (généralement inférieur à 60 ans) et sur la durée de cotisation (en général moins que les 43 annuités exigées pour le régime général).
Le Conseil d’orientation des retraites montre que les pensions sont servies beaucoup plus tôt et beaucoup plus longtemps.
Aucun de ces régimes ne calcule la future pension sur la moyenne des 25 meilleures années mais le plus souvent sur la moyenne des 6 derniers mois (ou parfois sur le dernier mois de salaire).
Ces régimes présentent globalement des ratios démographiques entre actifs et pensionnés plus faibles que le régime général :
- 500 000 actifs pour 1,1 million de pensionnés pour l'ensemble des régimes spéciaux.
- 18 millions d’actifs pour 15 millions de pensionnés au régime général (assurance vieillesse et aux régimes complémentaires obligatoires de retraite).

Leur financement est assuré par des ressources internes (cotisations salariales et patronales plus élevées), des subventions d'État, et/ou des contributions au titre de la compensation du déséquilibre démographique.
Toutefois le système de compensation bénéficie en premier lieu aux régimes des exploitants et salariés agricoles, des artisans et des commerçants. Certains de ces régimes, comme celui des industries électriques et gazières, contribuent à cette compensation.
La loi de réforme des retraites de 2023 supprime, pour les nouveaux embauchés, les cinq principaux régimes spéciaux de retraite : RATP, industries électriques et gazières, Banque de France, clercs de notaire et Conseil économique, social et environnemental. Celui de la SNCF avait déjà été supprimé par la refonte du statut de la SNCF en 2020.

## Concept général
Les régimes spéciaux sont des régimes de retraite qui présentent des règles et de durée d'affiliation et de calcul du montant des retraites spécifiques, dues à des statuts et des négociations syndicales.
Les régimes spéciaux, créés pour la plupart avant le régime général, sont dus à une exigence de loyauté de la part de l'employeur, et/ou de la prise en compte de contraintes professionnelles. Ils font partie de l'histoire institutionnelle française. Lors de la création du régime général de Sécurité sociale en 1945, l’ordonnance du 4 octobre pose le principe du maintien de ces régimes dits « spéciaux » pour les salariés bénéficiant déjà de régimes de retraite plus protecteurs que le régime général.
Il existe en 2020 sur les 37 régimes existants quinze régimes spéciaux différents, contre une centaine en 2005. Les régimes spéciaux de retraite sont divisés en trois catégories : le régime de la fonction publique pour les fonctionnaires civils et les militaires ; le régime des entreprises et établissements publics ; et les autres régimes, dédiés à une profession ou une entreprise. 
Ils couvrent trois millions d'individus en 2005 et 4,5 millions en 2019 pour  4,7 millions de cotisants.
Le Conseil d’orientation des retraites montre que les pensions sont servies beaucoup plus tôt et beaucoup plus longtemps ; les âges moyens au décès sont parfois un peu plus bas que dans le régime général, mais cela peut s'expliquer par les spécificités démographiques des populations concernés (la proportion d'hommes par rapport aux femmes, notamment). Ce même document assortit ses conclusions de plusieurs remarques :
- les régimes spéciaux jouent en général le rôle des dispositifs de préretraite des salariés du privé. Il est intéressant de rapprocher l’âge de cessation d’activité (57,5 ans dans le privé) et l’âge d’ouverture des droits à retraite (61,3 ans). La différence est pour l'instant prise en charge par l’État, via les dispositifs de préretraite ou de dispense de recherche d’emploi.
- la comparaison est difficile lorsque l’on rapproche les montants des prestations, les taux de remplacement ou les taux d’effort contributif des différents régimes.
- la retraite « a souvent été intégrée dans la négociation salariale, un certain niveau de retraite ayant pour contrepartie un niveau plus faible de rémunération à certaines étapes de la carrière ».

Les régimes spéciaux font l'objet de réformes de la part des gouvernements successifs.
Il est à noter qu'il existe également des régimes spéciaux d'assurance maladie.

## Historique des régimes spéciaux

### SNCF

#### Création du régime spécial en 1909
En 1850, les premières compagnies de chemins de fer françaises ont créé des caisses de retraite pour fidéliser leurs employés les plus qualifiés. Mais pour les cheminots, le régime par répartition, dit « spécial », a été obtenu en 1909. Le nombre de cotisants était de 515 000 à la création de la SNCF en 1937, quand les systèmes de retraites existants ont été conservés. La fusion des différentes sociétés privées a permis d'éliminer des redondances : le nombre de salariés à la SNCF a diminué de plus de 10 % l'année suivant celle de sa création. En trois ans, le nombre de cheminots a diminué de 100 000. A la Libération, l'entreprise a embauché pour relancer le trafic ferroviaire ; l'effectif était de 450 000 en 1950
En 1945, le régime général pour l'ensemble des salariés a été créé, mais le régime spécial de la SNCF a continué d'exister de manière indépendante. L'effectif de l'entreprise a ensuite continué à diminuer : il a été divisé par 3 en 65 ans, créant un très fort déséquilibre démographique entre cotisants et retraités. Les cotisants en 2016 n'étaient plus que 146 000 pour 260 000 retraités, soit seulement un cotisant pour deux retraités.

#### Réforme de 2007-2008
Dès 2006 apparaît un très fort déséquilibre : le régime spécial « cheminot » compte 164 000 cotisants pour un peu plus de 300 000 pensionnés, un cotisant pour deux retraités. Fin 2007, la réforme du régime spécial de retraites de la SNCF est l'une des premières mises en œuvre par le président élu Nicolas Sarkozy : le cadre général a été fixé par le gouvernement et l'adaptation dans l'entreprise négociée par Anne-Marie Idrac. La loi relève fortement les durées de cotisations nécessaires pour obtenir une retraite complète, les alignant sur celles du secteur privé, qui avaient été augmentées aussi, et dans la même proportion, dès 1993. Pour la plus grande partie des agents encore dans l'entreprise SNCF, cette durée augmente en 2008 de 4,5 années (18 trimestres), passant de 37 ans (148 trimestres) à 41,5 ans (165 trimestres) pour tous les cheminots nés en 1961 ou avant (57 ans en 2018, ce qui n'ouvre un droit qu'à ceux étant entrées dans l'entreprise à un âge compris entre 14 et 15 ans. Pour ceux nés après 1961, la durée de cotisation s'échelonne jusqu'à 43 ans.
L'âge minimum pour prendre sa retraite est par ailleurs relevé pour les salariés nés après 1961, mais il est jugé purement « théorique » et sans grande signification, compte tenu de la durée de cotisation et d'un âge moyen d'entrée dans l'entreprise plus élevé dans les entreprises pour la plus grande partie des générations concernées. De ce fait, la réforme a au contraire nécessité un report de l'âge de mise à la retraite d'office en deux temps, pour aboutir au décret du 18 mars 2011, qui relève l'âge maximum de maintien en service : 65 ans pour les agents nés avant le 1er janvier 1957, et progressivement relevé à 67 ans pour les agents nés après 1961.
Le président Nicolas Sarkozy obtient assez rapidement la fin de la grève contre cette réforme, par des concessions. Il est en particulier décidé de conserver le salaire des six derniers mois pour calculer la retraite d'un cheminot, comme c'est le cas dans l'ensemble de la fonction publique. Dans le secteur privé, c'est la moyenne de 25 meilleures années de salaire qui est prise en compte, le salaire de chacune de ces 25 années étant revalorisé pour tenir compte de l'inflation, car il est difficile d'avoir une visibilité sur les fins de carrière dans l'ensemble des entreprises privées. La réforme de 2008 a également instauré à la SNCF une décote et une surcote identiques à celles des fonctionnaires.
Un peu plus tard, la réforme des retraites pour le secteur privé fera passer la durée de cotisation donnant droit à une retraite complète à 172 trimestres (43 ans), soit un an et demi de plus qu'à la SNCF. Le système suit : la durée de cotisation des cheminots continuera d’être relevée d’un trimestre par an jusqu’à atteindre 172 trimestres (43 ans) pour les cheminots nés après 1972 (46 ans ou moins en 2018).
Par ailleurs, le taux de la cotisation salariale augmente de la manière suivante :
- 8,20 % au 1er janvier 2016,
- 8,52 % au 1er janvier 2017,
- 8,79 % au 1er janvier 2018,
- 9,06 % au 1er janvier 2019,
- 9,33 % au 1er janvier 2020,
- 9,60 % au 1er janvier 2021,
- 9,87 % au 1er janvier 2022,
- 10,14 % au 1er janvier 2023,
- 10,41 % au 1er janvier 2024,
- 10,68 % au 1er janvier 2025,
- 10,95 % à compter du 1er janvier 2026.

#### Déséquilibre entre nombre de cotisants et nombre de retraités
Les effectifs totaux de la SNCF étaient de 146 623 salariés en 2016, alors qu'il y avait 260 000 retraités de la SNCF en 2017, soit 114 000 retraités de plus. Il y a « près de deux retraités pour chaque cotisant à la SNCF » alors que dans le secteur privé en France, il y a 1,3 cotisant pour un retraité.

#### Mise en extinction du régime spécial de la SNCF en 2020
La réforme du statut de la SNCF, entrée en vigueur le 1er janvier 2020, met fin aux embauches au régime spécial. Les salariés embauchés avant cette date continuent à bénéficier du régime spécial.

### Autres régimes spéciaux
- industries électriques et gazières[14] (EDF, GDF, entreprises locales de distribution d'électricité et de gaz)
- Régime des ouvriers des établissements industriels de l’État
- Régime des agents des collectivités locales
- Régime du Grand port maritime de Bordeaux
- Régime du Port autonome de Strasbourg
- Régime des clercs et employés de Notaire (voir Caisse de retraite et de prévoyance des clercs et employés de notaires)
- Régime de la chambre de commerce et d’industrie de Paris
- Régime des marins (voir Établissement national des invalides de la marine)
- Régime des cultes (voir Caisse d'assurance vieillesse, invalidité et maladie des cultes)
- Régime de l'Assemblée nationale
- Régime du Sénat
- Régime minier (Caisse autonome nationale de la sécurité sociale dans les mines)

### Régime dérogatoire des agriculteurs exploitants
Les agriculteurs exploitants cotisent à la mutualité sociale agricole et ne sont pas considérés comme relevant d'un régime spécial mais du régime général. Les règles appliquées à leurs retraites sont toutefois dérogatoires au régime général, avec par exemple des taux de cotisations moindres et la prise en compte pour le calcul de leur retraite non pas des 25 meilleures années, mais de l'intégralité des années exercées, paramètres qui leur sont très défavorables, avec un niveau de pension inférieur de 350 € à la moyenne. En février 2023, un article de L732‑24‑1 du code rural et de la pêche maritime prévoit une harmonisation des meilleures années prises en compte en 2026, avec toutefois une clause de revoyure envisageant de reporter à 2030 l'intégralité de cette harmonisation et d'envisager un alignement des taux de cotisation. En 2021, la loi Chassaigne avait porté, dans certaines conditions, le montant minimum brut pour une carrière entière à 85 % du SMIC pour les exploitants. Elle est complétée par un texte visant à rehausser d'environ 100 € les retraites les plus faibles (en moyenne 600 €) des conjoints collaborateurs et des aides familiaux.
Le régime est fortement déficitaire du fait de l'évolution démographique de ce métier. La Caisse de compensation destinée en principe à compenser les « déficits » des régimes spéciaux consacre aux exploitants agricoles les deux tiers de ses ressources alors que la Caisse de compensation est alimentée à 94 % par les salariés tous confondus (régime général & régime spécial des salariés)[réf. nécessaire].

## Bénéficiaires de régimes spéciaux
- Militaires : âge moyen d'obtention de la pension, 45,7 ans, 75 % de la première ligne de son salaire (solde brut, elle est égale à environ 70 % de la solde totale) des 6 derniers mois si le militaire atteint ses 42,25 annuités (169 trimestres en 2012). Leurs droits à pension sont ouverts dès 17 ans de service pour les militaires du rang, sous-officiers, officiers mariniers et 27 ans pour les officiers. Un système de décote proportionnel débutant à 12,5% existe durant 2 ans dès l'ouverture du droit à pension (soit jusqu'à 19 ans et 29 ans de service). Il existe un minimum garanti (exemple pour un Adjudant échelon 4 après 17 ans de service environ 500 euros nets par mois, chiffre 2017) ;
- Branche professionnelle des industries électriques et gazières (EDF et GDF Suez notamment) ; âge moyen de départ à la retraite 56,9 ans (chiffre 2012) ;
- RATP ; âge moyen de départ à la retraite 54,8 ans ;
- SNCF ; âge moyen de départ à la retraite, 54,5 ans ;
- La Banque de France a aligné ses règles sur celles des fonctionnaires mais a conservé une caisse autonome ;
- les marins : âge moyen de départ à la retraite, 57,6 ans ;
- Comédie-Française ;
- Opéra de Paris (1 693 cotisants pour 1 272 retraités) ;
- les retraités des mines (14 489 actifs pour 150 464 retraités et plus de 200 000 ayants droit) ;
- les élus de l'Assemblée nationale et du Sénat ;
- les clercs de notaire (45 052 actifs pour 24 915 retraités) ;
- Les agents du Port autonome de Strasbourg, qui est le plus petit régime spécial de France avec 156 cotisants et 203 retraités[17].

À partir de 2007 à nos jours:
| Régime                                   | Régime général                                   | Régime de la Fonction publique de l'État            | Régime spécial SNCF (rail) | Régime spécial de retraites du personnel de la RATP (parisien) Décret no 2008-637 du 30 juin 2008 modifié | Régime spécial CNIEG (Secteur Électricité-Gaz) |
| ---------------------------------------- | ------------------------------------------------ | --------------------------------------------------- | --- | --- | --- |
| Base de calcul du montant de la retraite | 25 ans en 2008                                   | 6 mois du dernier traitement de base                | 75% des 6 derniers mois de salaires | Dernier salaire soumis à cotisation sur les 6 derniers mois de son activité (art. 22 du décret 2008-637 du 30 juin 2008) | 6 mois |
| Durée de cotisation                      | 39,5 ans en 2007, 40 ans en 2008, 41 ans en 2012 | 39,5 ans en 2007, 40 ans en 2008, 41 ans en 2012    | 167 trimestres en 2018 à 172 trimestres pour les agents nés après le 01/01/1973 | 40 ans et 3 mois (161 trimestres) depuis le 1er juillet 2013 | 37,5 ans en 2007, 40 ans en 2012, 41,5 années en 2017, 43 ans pour ceux nés à partir de 1973                                                                                                   |
| Taux de cotisation employé               | entre 10 et 11 %                                 | 11.10 %                                             | 8,52% en 2017 (10,95% d'ici 2026) | Depuis le 1er janvier 2006 : 12% (décret no 2005-1638 du 26 décembre 2005 initial). À compter du 1er janvier 2014, le taux est de 12,20 % puis augmente jusqu'à atteindre 12,50% en 2020 (décret no 2005-1638 du 26 décembre 2005 modifié) | 12,73 % |
| Âge de départ théorique                  | 60 ans                                           | 60 ans (parfois 55 ans pour gendarmes, pompiers,..) | - 57 ans pour les agents sédentaires nés à compter du 1er janvier 1967 (55 ans si nés avant) - 52 ans pour les agents de conduite nés à compter du 1er janvier 1972. (50 ans si nés avant) | Entre 50 et 60 ans (selon l'exercice ou non d'un métier soumis à pénibilité) | 62 ans. Ou 57 ans (en cas d'exercice d'un métier soumis à pénibilité) (Pour les personnes nées après le 01/01/1957, dispositif supprimé pour tous les embauchés à compter du 1er juillet 2009) |
| Âge moyen effectif                       | 61 ans                                           | 57 ans                                              | en 2016 sédentaire 57 ans et 6 mois roulant 53 ans et 5 mois | 60 ans (chiffre 2012 de la CRP RATP) | 56,9 ans (2012) 58,9 ans (2018) |
| Décote par année manquante               | 10 % puis 5 % en 2013                            | 0,6 % puis 5 % en 2013                              | par trimestres manquants 1% 1er juillet 2017 - 30 juin 2018 1,125% 1er juillet 2018 - 30 juin 2019 1,25% à partir du 1er juillet 2019                                                      | 5 % depuis 1er juillet 2008 | 0,125 % (2010), puis 1,25 % en 2019 |
| Revalorisation                           | inflation                                        | inflation                                           | inflation | inflation depuis le 1er janvier 2009 (article 42 du décret 2008-637 du 30 juin 2008) | inflation |

## Financement des régimes spéciaux
Principalement à cause d'une baisse importante du nombre d'actifs dans ces secteurs, flagrante chez les mineurs ou les cheminots, les cotisations ne couvrent pas forcément une part importante des dépenses. Ce sont l'État, les collectivités locales et le régime général qui assurent l'équilibre de la plupart de ces régimes.
Ces différents régimes sont globalement déficitaires. Ainsi, en 2006, le montant des pensions versées s'élevait à 14,7 MM€ pour des cotisations de l'ordre de 6,2 MM€. Les comptes sont donc rééquilibrés par le biais de quatre mécanismes :
- des cotisations patronales plus importantes : certaines entreprises versent des cotisations vieillesses supérieures au régime général. Ce surcoût se répercute par la suite sur le prix de revient des biens ou services produits.
- les subventions d’équilibre et transferts de recettes : les subventions sont versées par l'État et des collectivités territoriales (estimé à 5,9 MM d’€), les transferts de recettes concernent essentiellement le transfert d'une quote-part de la CSG normalement destinée à l'assurance maladie.
- la compensation démographique : compte tenu de la diminution du poids démographique relatif de ces secteurs dans l'économie française, la CNAV et la CNAVPL versent une contribution pour compenser ce déséquilibre. Le même mécanisme existe avec le régime agricole (1,6 MM €).
- la fiscalité affectée : il existe certains impôts qui sont directement affectés au financement des régimes spéciaux. Ainsi, la contribution tarifaire d'acheminement, qui taxe les fournitures d'électricité et de gaz, sert à financer le régime spécial des gaziers et électriciens ; en 2005 son montant était de 1 011 millions d'euros, à comparer aux 2 554 millions d'euros recouvrés au titre des cotisations employeurs et salariés[24].

### Transferts définitifs entre régimes vieillesse au titre de la compensation démographique généralisée
Certaines caisses de retraites de branches sont en déficit structurel pour des raisons démographiques ou de niveau de cotisation. Pour compenser ces déficits, la loi puis le code de la sécurité sociale ont institué le principe de transferts de financement en faveur des régimes les plus déficitaires.
Deux régimes sont particulièrement bénéficiaires de ce dispositif le régime général des exploitants agricoles (75 %) et le régime des non-salariés non agricoles de l'industrie et du commerce (15 %). À eux deux ils absorbaient en 2004 environ 90 % des transferts.
Le régime général fournissant un peu moins de la moitié des ressources ainsi que les différents régimes du secteur public (État, collectivités locales, industries électriques et gazières…) les 5 % restants provenant du régime des professions libérales.
Comptes 2004 de la caisse de compensation (produits)
| régimes                                                       | millions € |
| Régime des non-salariés non agricoles (Professions libérales) | 370        |
| Régime général & Régime spécial des salariés                  | 5 800      |
| détails →                                                     |            |
| Régime général CNAV                                           | 2 806      |
| Régime spécial fonctionnaires État                            | 1 395      |
| Régime spécial fonctionnaires Collectivités locales           | 1 436      |
| Régime spécial salariés EDF+GDF                               | 80         |
| Régime spécial salariés Divers                                | 83         |
| Total produits CDC                                            | 6 170      |

Comptes 2004 de la caisse de compensation (charges)
| régimes                               | bénéficiaires               | millions € |
| Régime général                        | Exploitants agricoles RFPSA | 4 276      |
| Régime spécial des salariés           | Mines                       | 310        |
| //                                    | SNCF                        | 9          |
| //                                    | Marins                      | 60         |
| Régime des non-salariés non agricoles | Industrie Commerce          | 898        |
| //                                    | Artisans                    | 436        |
| //                                    | Cultes                      | 175        |
| //                                    | Clercs de notaires          | 6          |
|                                       | Total charges CDC           | 6 170      |

### Poids des cotisations selon les régimes
Le « poids des cotisations dans l'ensemble des produits » représente, en pourcentage, ce dont le régime dispose par rapport à ce qu'il verse à ses retraités. Par exemple si le poids des cotisation dans l'ensemble des produits est de 50 %, la caisse verse 1€ alors qu'elle ne dispose que de cinquante centimes (le régime est déficitaire). S'il est de 100%, la caisse verse 1 € alors qu'elle dispose d'un euro (le régime est équilibré). S'il est de 150 %, la caisse verse 1 € alors qu'elle dispose d'un euro et cinquante centimes (le régime est bénéficiaire).
- Militaires : poids des cotisations dans l’ensemble des produits 45,1 %, poids des prestations dans l’ensemble des charges 87,7 %.
- EDF et GDF : Poids des cotisations dans l’ensemble des produits 35,8 %, poids des prestations dans l’ensemble des charges 52,5 %.
- RATP : Poids des cotisations dans l’ensemble des produits 28,1 %, poids des prestations dans l’ensemble des charges 92,7 %.
- SNCF : Poids des cotisations dans l’ensemble des produits 33,40 %, Poids des prestations dans l’ensemble des charges 96,30 %.
- Les marins : poids des cotisations dans l’ensemble des produits 13,4 %, Poids des prestations dans l’ensemble des charges 95,0 %.
- Opéra de Paris : poids des cotisations dans l’ensemble des produits 46,90 %, Poids des prestations dans l’ensemble des charges 97,17 %.
- Les retraités des mines : Poids des cotisations dans l’ensemble des produits 4,5 %, Poids des prestations dans l’ensemble des charges 89,9 %
- Les élus de l'Assemblée nationale et du Sénat : Poids des cotisations dans l’ensemble des produits 12 %, inconnu.
- Le régime des agents des collectivités locales : Poids des cotisations dans l’ensemble des produits 97,5 %, Poids des prestations dans l’ensemble des charges 78,1 %.
- Les clercs de notaire : Poids des cotisations dans l’ensemble des produits 75,2 %, Poids des prestations dans l’ensemble des charges 89 %.
- Régime des cultes ; poids des cotisations dans l’ensemble des produits 15,8 %, Poids des prestations dans l’ensemble des charges 90 %.
- Régime des ouvriers des établissements industriels de l’État : poids des cotisations dans l’ensemble des produits 29,5 %, poids des prestations dans l’ensemble des charges 99,2 %.

### Régime spécial du personnel de la SNCF
Le décret no 54-24 du 9 janvier 1954 prévoit que le personnel de la SNCF peut demander sa mise à la retraite sous la double condition d'avoir 55 ans (50 ans pour le personnel de conduite ayant conduit au moins 15 ans) et un minimum de 25 annuités de cotisations.
Le montant de la retraite était alors calculé sur la base d'un montant égal à 2 % par année de service de la part liquidable du salaire (hors primes) avec un maximum de 75 %, taux difficile à atteindre à 55 ans puisqu'il implique d'avoir travaillé sans interruption dès 17 ans et demi.
La caisse de prévoyance et de retraite du personnel de la SNCF (CPRPSNCF), organisme indépendant de la SNCF créé par le décret no 2007-730 du 7 mai 2007, est financée principalement par :
1. une cotisation patronale de 38,15 %, plus élevée que pour les salariés affiliés au régime général, destinée à prendre en charge les avantages spécifiques du régime,
2. une cotisation ouvrière de 7,85 %,
3. une compensation du déséquilibre démographique par l'État (conformément aux exigences du règlement (CEE) no 1192/69 du Conseil du 26 juin 1969 relatif aux règles communes pour la normalisation des comptes des entreprises de chemin de fer).

## Les réformes des régimes spéciaux

### Deux échecs de réforme en 1995 et 2003
En 1995, le second gouvernement d'Alain Juppé échoue à rapprocher les régimes spéciaux de retraite du régime général à la suite d'un important mouvement de grève.
Sous le second gouvernement de Jean-Pierre Raffarin, la loi du 21 août 2003 réforme l’ensemble des régimes de retraite, à l’exception des régimes spéciaux.

### Réforme en 2008
En 2007, le président de la République Nicolas Sarkozy, annonce une nouvelle réforme des régimes spéciaux, sans concertation préalable avec les syndicats.  C'est pourquoi la plupart d'entre eux organisent une journée de grève, le 18 octobre, puis du 13 novembre au 22 novembre une grève quotidienne reconductible,. Nicolas Sarkozy charge le ministre du Travail, Xavier Bertrand, de gérer la crise. Le 21 novembre, des négociations tripartites de branche ou d'entreprises sont entamées après accord avec les syndicats afin d'obtenir des contreparties aux trois grandes envisagées (passage progressif de la durée de cotisation de 37,5 ans à 40 ans, instauration d’un mécanisme de décote/surcote et indexation des pensions sur l’évolution des prix et non plus sur celle des traitements des agents publics en activité), et le mouvement de grève se termine pour l'essentiel le lendemain,. La réforme sur les régimes spéciaux entre en vigueur en juillet 2008. Visant initialement deux types de régimes : les régimes des établissements publics à caractère industriel et commercial gérant un service public et les professions à statut, elle ne concerne finalement  que EDF, GDF, la SNCF, la RATP, la Banque de France, l'Opéra de Paris, la Comédie-Française pour le premier groupe  et les clercs et employés de notaires pour le second. 
Néanmoins, le gain cumulé de la première réforme des régimes spéciaux de retraite s'est avéré nul au regard du coût des mesures d'accompagnement concédées par le gouvernement.

### Réforme en 2023
La réforme des retraites de 2023 supprime cinq régimes spéciaux : les nouveaux embauchés à la RATP, dans certaines industries électriques et gazières (EDF, Engie), à la Banque de France, ainsi que les clercs de notaire et les membres du Conseil économique, social et environnemental se verront affiliés au régime général. Les autres régimes spéciaux sont maintenus. Les personnes, qui ne sont pas nouvellement embauchées en 2023 et qui bénéficient déjà d'un régime spécial, le conserveront jusqu'à leur retraite, mais seront concernées par le décalage de deux ans de l'âge légal de départ à la retraite (comme ceux qui suivent le régime général) , .
Le décret d'application publié le 30 juillet 2023 fixe au 1er septembre 2023 la suppression, pour les nouveaux embauchés, des cinq régimes spéciaux concernés par la loi de réforme des retraites de 2023. Le régime spécial de la SNCF avait déjà été supprimé par la refonte du statut de la SNCF en 2020. La « clause du grand-père » s'applique aux salariés déjà en poste au 31 août : ils continuent à bénéficier de leur régime spécial, mais les autres dispositions de la loi s'appliquent pour eux : augmentation de l'âge d'ouverture des droits de deux ans à terme, accélération de la progression de la durée d'assurance requise pour le taux plein, dispositif « carrières longues », surcote pour les femmes ayant eu des enfants. Les régimes spéciaux qui subsistent sont ceux des marins, de l'Opéra de Paris et de la Comédie-Française, ainsi que les régimes autonomes (professions libérales et avocats).